# Antonín Machát

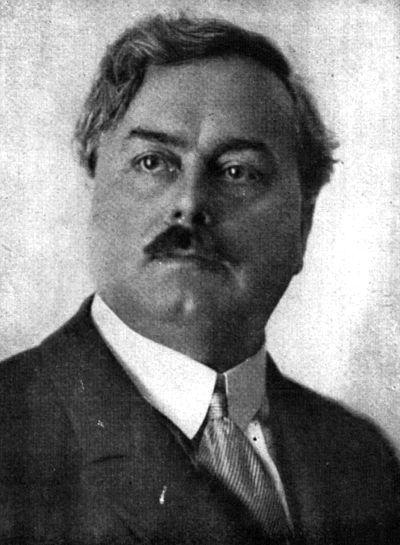
Antonín Machát

Antonín Machát (auch Anton Machat) (* 5. November 1880 in Lomnička, Mähren; † 26. Februar 1967 in Prag) war ein Druckereibesitzer, Buchautor, Funktionär in zahlreichen tschechischen Vereinen, in Wien und im Wiener Gemeinderat.

## Leben
Anton Machát besuchte in Brünn die Volksschule, die Gewerbeschule und erlernte das Druckerhandwerk. Später wurde er Funktionär in der mährischen Buchdruckereiorganisation. Wann er nach Wien kam, ist nicht bekannt.
Antonín Machát war seit 1911 Eigentümer der Lidové Knihtiskárny Antonín Machát & Co. (Volksbuchdruckerei Antonín Machát & Co, Kommanditgesellschaft.) am Margaretenplatz 7 in Margareten. In seiner Druckerei wurde unter anderem die Zeitung Videnske Delnicke listy (Wiener Arbeiterblatt) für die Tschechen in Wien gedruckt. Während des Zweiten Weltkriegs wurden hier für die kommunistische Widerstandsgruppe um Alois Houdek Flugblätter hergestellt.
Neben seinem Beruf übte er in Wien zahlreiche Funktionen in tschechischen Organisationen aus:
- Schriftführer des tschechischen Nationalausschusses
- Mitbegründer und Schriftführer des 1918 gegründeten Wohltätigkeitsvereins „České srdce – Böhmisches Herz“
- Vorstandsmitglied der tschechischen Sozialfürsorge
- Redakteur des Organs der tschechischen Gewerbetreibenden[1]

Nach den Gemeinderatswahlen des Jahres 1927 zog Anton Machát mit sieben anderen Favoritner Sozialdemokraten in den Wiener Gemeinderat. Als sozialdemokratischer Mandatar wurde er 1934 verhaftet. 1942 gehörte er zu der Gruppe von Vertretern des Komensky-Vereines, denen von der Gestapo im vormaligen Hotel Metropol am Morzinplatz die Auflösung des Komensky-Vereins und die Beschlagnahmung des Vermögens mitgeteilt wurde.  Von der Gestapo Wien wurde er als polizeibekannter politischer Gegner am 22. August 1944 erkennungsdienstlich erfasst.
Außerdem war er noch als Autor und Herausgeber von tschechischsprachigen Büchern tätig.
Nach dem Zweiten Weltkrieg übersiedelte er nach Prag.  Dort wurde er als Vertreter der aus Wien remigrierten Tschechen Mitglied des verfassunggebenden Ausschusses.

## Werke
Antonín Machát als Autor:
- Beethoven. Jak žil a tvořil. 2. Ausg., Wien 1939 (Beethoven. Sein Leben u. Schaffen)
- Čechoslováci ve Vídni. Wien 1931
- Dunaj. Lidová knihovna vídeňská 33. Wien 1935 [Die Donau]
- Vídeň-Paříž-Vídeň. Wien 1938
- Vídeňský hrad. Schönbrunn. Laxenburg. Wien 1939, (Die Wiener Hofburg, Schönbrunn u. Laxenburg)
- Naši ve Vídni. Praha, Práce 1946

Antonín Machát als Herausgeber:
- Ročenka Čechů vídeňských. 1938
- Lidová knihovna vídeňská. 1935